# Canton de Lezoux
Le canton de Lezoux est une circonscription électorale française située dans le département du Puy-de-Dôme et la région Auvergne-Rhône-Alpes.
À la suite du redécoupage cantonal de 2014, les limites territoriales du canton sont remaniées. Le nombre de communes du canton passe de 12 à 14.

## Géographie
Ce canton est organisé autour de Lezoux dans l'arrondissement de Thiers. Son altitude varie de 272 m (Vinzelles) à 461 m (Seychalles) pour une altitude moyenne de 325 m.

## Histoire
Les redécoupages des arrondissements intervenus en 1926 et 1942 n'ont pas affecté le canton de Lezoux.
Le redécoupage des cantons du Puy-de-Dôme, appliqué le 25 février 2014 par décret, modifie le périmètre de ce canton :
- les communes de Bulhon, Crevant-Laveine, Culhat, Lempty, Lezoux, Orléat, Peschadoires, Saint-Jean-d'Heurs, Seychalles et Vinzelles restent rattachées au canton de Lezoux ;
- les communes de Bort-l'Étang, Joze, Moissat et Ravel intègrent le canton ;
- les communes de Charnat et Néronde-sur-Dore quittent le canton pour être rattachées respectivement à Maringues et aux Monts du Livradois (anciennement Courpière).

À l'issue de ce redécoupage, le canton comprend désormais 14 communes.

## Représentation

### Conseillers généraux de 1833 à 2015
| Période      | Période          | Identité                                         | Étiquette    | Qualité |
| ------------ | ---------------- | ------------------------------------------------ | ------------ | --- |
| 1833         | 1837 (décès)     | Sébastien Boudal (1772-1837)                     |              | Avocat Maire de Lezoux |
| 1837         | 1848             | Alcibiade Julliard (1794-1869)                   |              | Juge de paix à Lezoux, conseiller d'arrondissement                                                                          |
| 1848         | 1852 (démission) | Jean-Baptiste Delapchier-Duchasseint (1814-1895) | Républicain  | Licencié en droit |
| 1852         | 1870             | Louis Adrian (1803-1877)                         |              | Notaire, maire de Lezoux |
| 1870         | 1873 (décès)     | Antoine Bayle                                    |              | Docteur en médecine à Lezoux                                                                                                |
| 1873         | 1895 (décès)     | Jean-Baptiste Delalpchier-Duchasseint            | Républicain  | Licencié en droit Député (1876-1895)                                                                                        |
| 1895         | 1923 (décès)     | Victor Corny                                     | Républicain  | Médecin à Lezoux |
| 1923         | 1937 (décès)     | Guillaume Huguet                                 | Rad.         | Propriétaire Maire de Seychalles (1900-1937) Député (1919-1928)                                                             |
| 1937         | 1940             | Jean-Baptiste Moulin                             | Rad.         | Négociant - Maire de Lezoux, ancien conseiller d'arrondissement Nommé conseiller départemental en 1942                      |
|              |                  |                                                  |              | |
| 1945         | 1949             | Georges Audot                                    | SFIO         | Négociant à Lezoux |
| 1949         | 1961             | Raymond Joyon                                    | RPF          | Industriel à Lezoux |
| 1961         | 1967             | Louis Coutarel                                   | DVG          | Propriétaire à Lempty |
| 1967         | 1970 (décès)     | Raymond Joyon                                    | CNIP         | Industriel Député (1958-1962) Maire de Lezoux (1951-1970)                                                                   |
| 28 juin 1970 | 1979 (décès)     | Louis Coutarel                                   | SFIO puis PS | Propriétaire à Lempty |
| 1979         | 1985             | Maurice Cunier                                   | PS           | Vétérinaire à Lezoux |
| 1985         | 2011             | Marie-Gabrielle Gagnadre                         | UDF puis UMP | Agricultrice Maire de Lezoux (1989-2014) Présidente de la communauté de communes entre Dore et Allier (1998-2014)           |
| 2011         | 2015             | Florent Moneyron                                 | PS           | Chef d'entreprise Maire de Peschadoires depuis 2008 Président de la communauté de communes entre Dore et Allier (2014-2020) |

### Conseillers d'arrondissement (de 1833 à 1940)
Le canton de Lezoux avait deux conseillers d'arrondissement jusqu'en 1852.
| Période                                  | Période | Identité                   | Étiquette                   | Qualité |
| ---------------------------------------- | ------- | -------------------------- | --------------------------- | --- |
| 1833                                     | 1837    | Alcibiade Julliard         |                             | Juge de paix à Lezoux                                                                                       |
| 1833                                     | 1842    | Amant Pascal               |                             | Propriétaire et expert à Crevant                                                                            |
| 25 juin 1837                             | 1871    | Auguste-Paul-Émile Gondre  |                             | Maire de Néronde-sur-Dore                                                                                   |
| 1842                                     | 1848    | Jean-Baptiste Duchasseint  |                             | Avocat à Lezoux                                                                                             |
| 1848                                     | 1852    | Michel Chardon             |                             | Propriétaire à Lezoux                                                                                       |
| 1871                                     | 1877    | Marquis Adhémar de Montgon |                             | Maire de Crevant                                                                                            |
| 1877                                     | 1889    | Jean Dulier-Daguillon      |                             | Négociant, propriétaire à Lezoux                                                                            |
| 1889                                     | 1892    | Bertrand Favy              |                             | Marchand de fer à Lezoux                                                                                    |
| 1892                                     | 1907    | Marie-Robert Douvreleur    |                             | Notaire à Lezoux                                                                                            |
| 1907                                     | 1931    | Jean-Baptiste Moulin       | Rad.                        | Négociant - Maire de Lezoux                                                                                 |
| 1931                                     | 1937    | Joseph Bulhon (1892-1986)  | Républicain fédéraliste URD | Industriel huilier à Lezoux                                                                                 |
| 1937                                     | 1940    | Xavier Dutour (1886-1978)  | Rad.                        | Docteur vétérinaire Adjoint au maire de Lezoux                                                              |
| 1940                                     |         |                            |                             | Les conseils d'arrondissement ont été suspendus par la loi du 12 octobre 1940 et n'ont jamais été réactivés |
| Les données manquantes sont à compléter. |         |                            |                             | |

### Conseillers départementaux à partir de 2015
| Période élective | Période élective | Mandat | Mandat   | Identité         | Nuance | Nuance | Qualité |
| ---------------- | ---------------- | ------ | -------- | ---------------- | ------ | ------ | --- |
| 2015             | 2021             | 2015   | 2021     | Florent Moneyron |        | PS     | Chef d'entreprise Maire de Peschadoires, ancien président de la communauté de communes entre Dore et Allier |
| 2015             | 2021             | 2015   | 2021     | Monique Rougier  |        | PS     | Retraitée Première adjointe au maire de Lempty                                                              |
| 2021             | 2028             | 2021   | en cours | Célia Bernard    |        | DVD    | Commerçante, conseillère municipale déléguée de Lezoux                                                      |
| 2021             | 2028             | 2021   | en cours | Cédric Dauduit   |        | DVD    | Co-gérant de la maison Cannes-Fayet, conseiller municipal d'Orléat                                          |

### Résultats détaillés

#### Élections de mars 2015
À l'issue du 1er tour des élections départementales de 2015, deux binômes sont en ballottage : Florent Moneyron et Monique Rougier (Union de la Gauche, 45,27 %) et Marie-France Marmy et Daniel Peynon (Union de la Droite, 31,81 %). Le taux de participation est de 56,05 % (7 491 votants sur 13 365 inscrits) contre 52,8 % au niveau départemental et 50,17 % au niveau national.
Au second tour, Florent Moneyron et Monique Rougier (Union de la Gauche) sont élus avec 55,62 % des suffrages exprimés et un taux de participation de 54,71 % (3 751 voix pour 7 312 votants et 13 365 inscrits).
Monique Rougier est membre du groupe "La Gauche 63".

#### Élections de juin 2021
Le premier tour des élections départementales de 2021 est marqué par un très faible taux de participation (33,26 % au niveau national). Dans le canton de Lezoux, ce taux de participation est de 34,65 % (4 914 votants sur 14 180 inscrits) contre 36,11 % au niveau départemental. À l'issue de ce premier tour, deux binômes sont en ballottage : Célia Bernard et Cédric Dauduit (DVD, 41,88 %) et Michel Mazeyrat et Julie Montbrizon (Union à gauche, 39,56 %).
Le second tour des élections est marqué une nouvelle fois par une abstention massive équivalente au premier tour. Les taux de participation sont de 34,36 % au niveau national, 37,4 % dans le département et 37,05 % dans le canton de Lezoux. Célia Bernard et Cédric Dauduit (DVD) sont élus avec 51,63 % des suffrages exprimés (2 533 voix pour 5 255 votants et 14 184 inscrits),,. 

## Composition

### Composition avant 2015
Avant le redécoupage de 2014, le canton de Lezoux regroupait 12 communes.
| Nom                | Code Insee | Codepostal | Superficie (km2) | Population (dernière pop. légale) | Densité (hab./km2) |
| ------------------ | ---------- | ---------- | ---------------- | --------------------------------- | ------------------ |
| Lezoux (chef-lieu) | 63195      | 63190      | 34,69            | 5 670 (2012)                      | 163                |
| Bulhon             | 63058      | 63350      | 12,47            | 527 (2012)                        | 42                 |
| Charnat            | 63095      | 63290      | 5,42             | 203 (2012)                        | 37                 |
| Crevant-Laveine    | 63128      | 63350      | 19,76            | 958 (2012)                        | 48                 |
| Culhat             | 63131      | 63350      | 18,74            | 1 080 (2012)                      | 58                 |
| Lempty             | 63194      | 63190      | 4,76             | 367 (2012)                        | 77                 |
| Néronde-sur-Dore   | 63249      | 63120      | 8,93             | 445 (2012)                        | 50                 |
| Orléat             | 63265      | 63190      | 26,43            | 2 062 (2012)                      | 78                 |
| Peschadoires       | 63276      | 63920      | 20,67            | 2 091 (2012)                      | 101                |
| Saint-Jean-d'Heurs | 63364      | 63190      | 11,13            | 644 (2012)                        | 58                 |
| Seychalles         | 63420      | 63190      | 9,21             | 668 (2012)                        | 73                 |
| Vinzelles          | 63461      | 63350      | 13,46            | 336 (2012)                        | 25                 |

### Composition depuis 2015
Le canton de Lezoux comprend désormais quatorze communes entières.
| Nom                            | Code Insee | Intercommunalité        | Superficie (km2) | Population (dernière pop. légale) | Densité (hab./km2) | Modifier                                    |
| ------------------------------ | ---------- | ----------------------- | ---------------- | --------------------------------- | ------------------ | ------------------------------------------- |
| Lezoux (bureau centralisateur) | 63195      | CC Entre Dore et Allier | 34,69            | 6 468 (2022)                      | 186                | modifier les données · modifier les données |
| Bort-l'Étang                   | 63045      | CC Entre Dore et Allier | 15,40            | 724 (2022)                        | 47                 | modifier les données · modifier les données |
| Bulhon                         | 63058      | CC Entre Dore et Allier | 12,47            | 588 (2022)                        | 47                 | modifier les données · modifier les données |
| Crevant-Laveine                | 63128      | CC Entre Dore et Allier | 19,76            | 964 (2022)                        | 49                 | modifier les données · modifier les données |
| Culhat                         | 63131      | CC Entre Dore et Allier | 18,74            | 1 149 (2022)                      | 61                 | modifier les données · modifier les données |
| Joze                           | 63180      | CC Entre Dore et Allier | 19,35            | 1 171 (2022)                      | 61                 | modifier les données · modifier les données |
| Lempty                         | 63194      | CC Entre Dore et Allier | 4,76             | 405 (2022)                        | 85                 | modifier les données · modifier les données |
| Moissat                        | 63229      | CC Entre Dore et Allier | 13,00            | 1 256 (2022)                      | 97                 | modifier les données · modifier les données |
| Orléat                         | 63265      | CC Entre Dore et Allier | 26,43            | 2 236 (2022)                      | 85                 | modifier les données · modifier les données |
| Peschadoires                   | 63276      | CC Entre Dore et Allier | 20,67            | 2 103 (2022)                      | 102                | modifier les données · modifier les données |
| Ravel                          | 63296      | CC Entre Dore et Allier | 10,03            | 767 (2022)                        | 76                 | modifier les données · modifier les données |
| Saint-Jean-d'Heurs             | 63364      | CC Entre Dore et Allier | 11,13            | 698 (2022)                        | 63                 | modifier les données · modifier les données |
| Seychalles                     | 63420      | CC Entre Dore et Allier | 9,21             | 787 (2022)                        | 85                 | modifier les données · modifier les données |
| Vinzelles                      | 63461      | CC Entre Dore et Allier | 13,46            | 371 (2022)                        | 28                 | modifier les données · modifier les données |
| Canton de Lezoux               | 6319       |                         | 229,10           | 19 687 (2022)                     | 86                 | modifier les données                        |

## Démographie

### Démographie avant 2015
| 1962  | 1968  | 1975   | 1982   | 1990   | 1999   | 2006   | 2011   | 2012   |
| ----- | ----- | ------ | ------ | ------ | ------ | ------ | ------ | ------ |
| 8 819 | 9 511 | 10 613 | 11 426 | 12 339 | 12 781 | 14 055 | 14 865 | 15 051 |

### Démographie depuis 2015
En 2022, le canton comptait 19 687 habitants, en évolution de +4,38 % par rapport à 2016 (Puy-de-Dôme : +2,1 %, France hors Mayotte : +2,11 %).
| 2013   | 2018   | 2022   |
| ------ | ------ | ------ |
| 18 147 | 19 089 | 19 687 |